# Piaresieka
Piaresieka (biał. Пярэсека, ros. Пересека) – wieś na Białorusi, w obwodzie mińskim, w rejonie mińskim, w sielsowiecie Michanowicze.

## Dwór Bułhaków
Parterowy murowany dwór wybudowany w XIX w., kryty dachem czterospadowym, od frontu ryzalit z trzema arkadami zamkniętymi ostrymi łukami, dłużej pośrodku, krótszymi po bokach. Właścicielem dworu był Jan Bułhak, urodził się tutaj jego syn Janusz Bułhak.

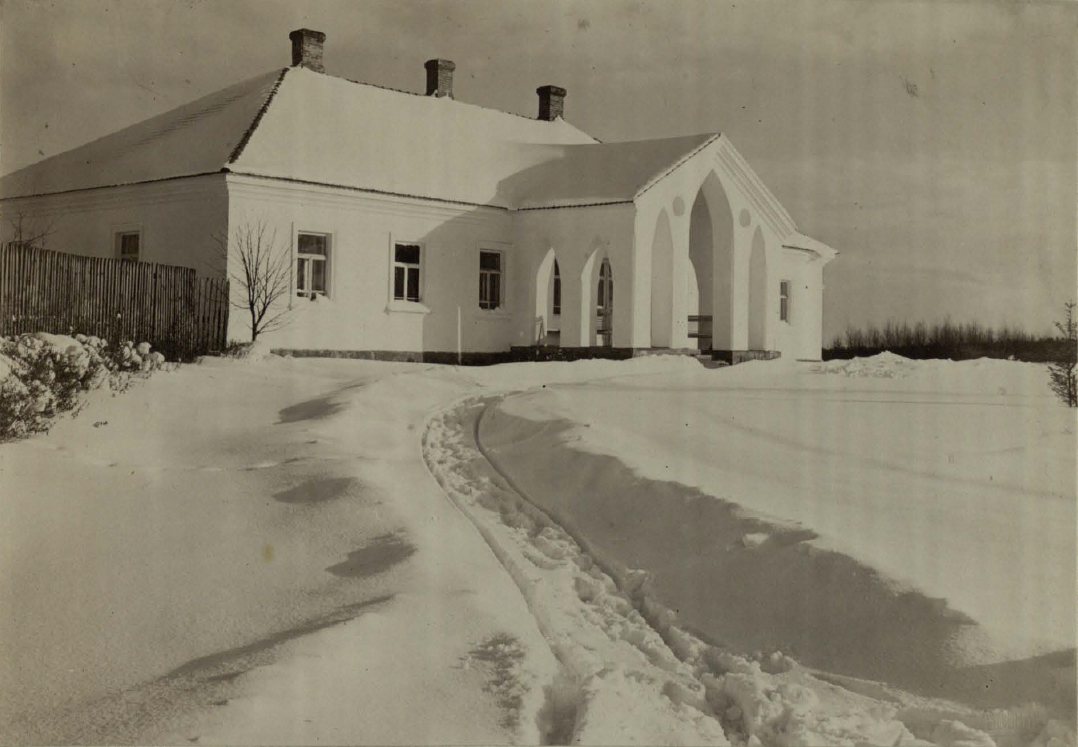
Dwór Bułhaków w 1910 roku